# Peter Dywik
Peter Dywik, ibland Dyvik, född Gösta Leif Peter Dyvik 28 mars 1958 i Mortorp i Småland, är en svensk skådespelare.
Han är känd för sin roll som drängen Oskar i filmerna om Bullerbyn i slutet av 1980-talet. Han medverkade som historisk rådgivare för medeltidsfilmen Tre solar (2004).
Han är en av initiativtagarna till medeltidsstaden Salve i Kalmar, även kallad Salvestaden, och var en tid dess driftchef.

## Filmografi
- 1986 – Alla vi barn i Bullerbyn (drängen Oskar)
- 1987 – Mer om oss barn i Bullerbyn (drängen Oskar)
- 1997 – Salve (TV-program) (TV-serie) (olika roller)

### Fotnoter
1. ↑  ”Svensk Filmdatabas: Peter Dywik”. Svenska Filminstitutet. https://www.svenskfilmdatabas.se/sv/item/?type=person&itemid=176066. Läst 23 november 2023.
2. ↑  ”Dyvik besviken när Salve inte får mer pengar”. Sveriges Radio P4 Kalmar. 29 augusti 2006. https://sverigesradio.se/artikel/926450.